# 願証寺

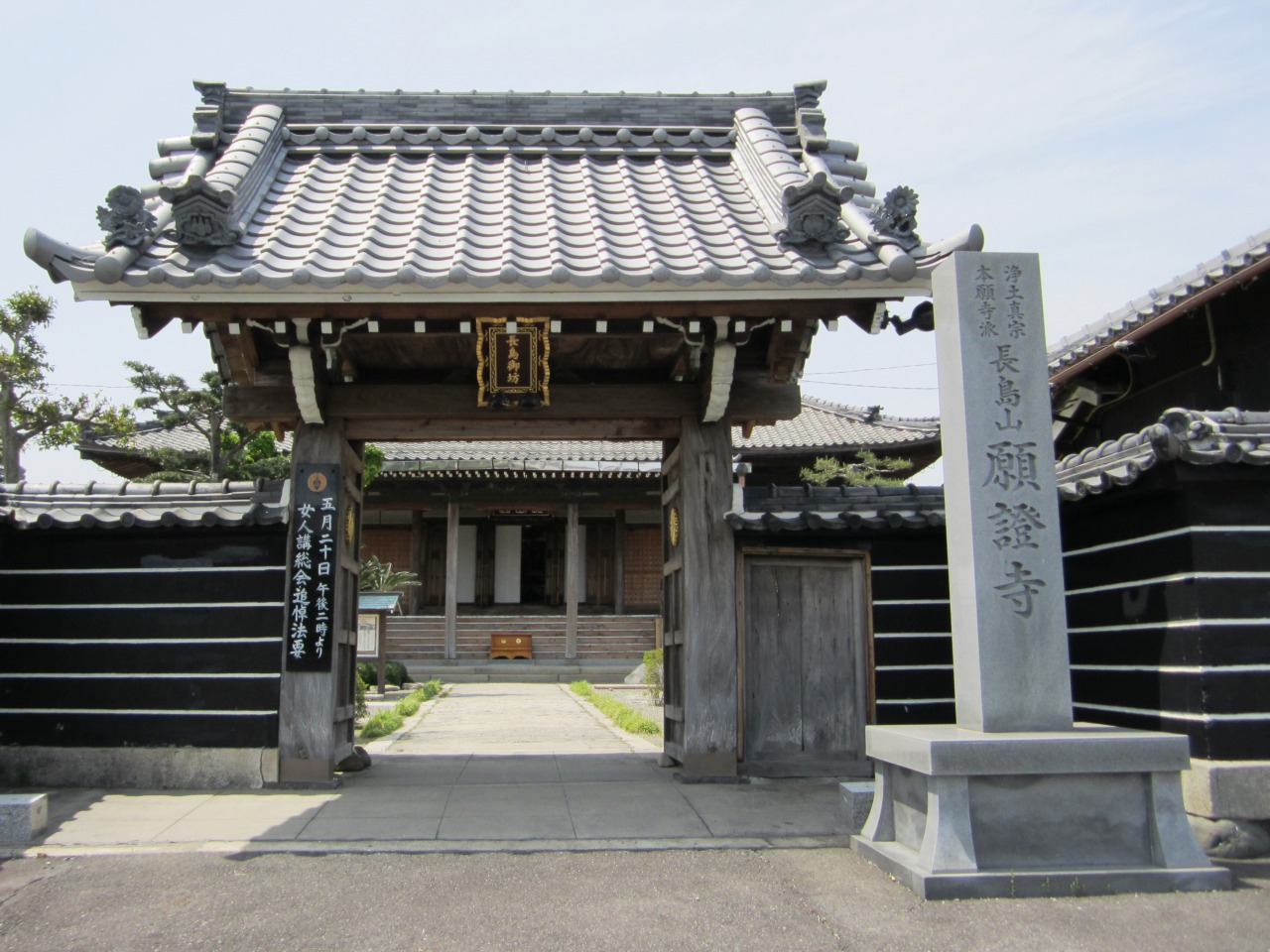
三重県桑名市長島町又木の願證寺山門

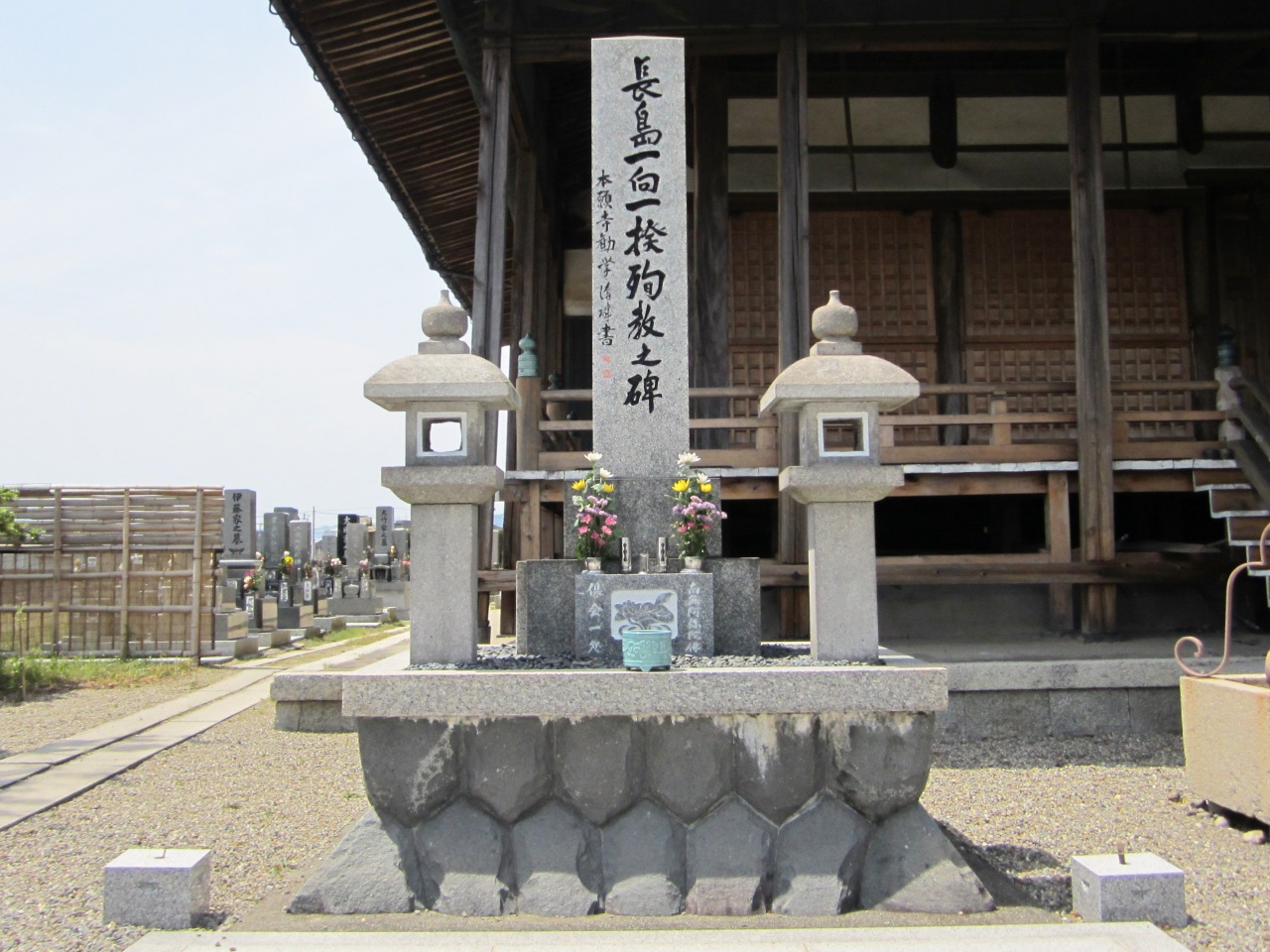
三重県桑名市長島町又木の願證寺境内にある長島一向一揆の殉教之碑。1975年（昭和50年）に一向一揆400年追悼法要が、同寺で行われた。

願証寺（がんしょうじ）は伊勢国桑名郡長島にあった浄土真宗の寺院。願證寺とも表記される。

## 歴史

### 創建と発展
本願寺8世蓮如の6男蓮淳により、少なくとも明応10年（1492年）までに、香取庄中郷杉江の地に創建された。あるいは、法泉寺（現・桑名市多度町香取）を開いた信慶の次男信祐により、文永元年（1264年）に開山され、願証寺の号は本願寺3世覚如より与えられたともいわれる。なお、当初の願証寺主は法泉寺主が兼帯しており、蓮淳は空誓（法泉寺7世）の娘を室とする願証寺の堯恵から寺を譲られたという伝承がある。また堯恵に子が無かったため、空誓らの請願によって蓮淳を堯恵の養子に迎えたとも伝わり、蓮淳の入寺は明応6年（1497年）ともされる。
蓮淳は本願寺9世実如・10世証如に近侍し、長島への常住ができなかったため、永正8年（1511年）9月頃までには、蓮淳の次男実恵が常住するようになったと見られる。そして、天文3年（1534年）までは伊勢国、以降は美濃国・尾張国を加えた東海三ヶ国の本願寺門末を支配するようになった。また、蓮淳が証如の外祖父でもあったことから、本願寺教団中枢においても重きをなした。2世実恵は天文5年5月4日（1536年5月23日）に死去したが、その翌年までに寺は中郷杉江から長島城に近い南郷西外面付近へ移転した。
永禄3年（1560年）、3世証恵の代には、前年に本願寺第11世顕如が准門跡に補されたことに伴い、多数の本願寺一門衆に先駆けて、河内顕証寺、播磨本徳寺とともに、院家を勅許された。

### 長島一向一揆
願証寺のある長島は、木曽三川が伊勢湾に流れ込むデルタ地帯にできた砂州の島で、伊勢に属してはいるものの、北勢・尾張海西郡・南濃域が一体化した「河内」と呼ばれる生活圏を形成していた。また、伊勢湾が現代より内陸に広がっていた当時においては、伊勢桑名・尾張熱田間の海上交通を扼する要衝でもあった。長島は本願寺一族寺院である願証寺の領域として、大名や領主の権力の及ばない事実上の治外法権を有するに至り、織田信長に敗れた斎藤龍興がここに逃げ込むなど、信長にとっては敵方の巣窟となっていた。
元亀元年（1570年）8月、本願寺第11世顕如は圧迫を強める信長と敵対する意を表して、各地の門末に檄を飛ばし、それを受けて長島でも一向一揆勢が蜂起した。同年11月には、信長の弟信興が守る古木江城を攻め、信興を討死させた。また、翌年5月に信長が長島に侵攻すると、激戦の末に氏家卜全や蜂須賀正元らを討死させるが、長島側も願証寺庶子の顕栄らが戦死した。また、6月6日には、願証寺4世の証意（佐玄）が織田側により暗殺され、証意嫡子の顕忍（佐尭）が11歳で5世の座を継承した。
天正元年（1573年）9月、信長が二度目の長島侵攻を行うと、北勢域を制圧されてしまうが、10月には退却する織田軍を追撃して、林通政を討死させた。
しかし、天正2年（1574年）7月には信長の三度目の侵攻で長島本島に攻め込まれ、一揆勢は篠橋・大鳥居・屋長島・中江・長島の五城に籠城した。8月に入ると大鳥居が陥落し、篠橋の籠城者は長島城へ追い入れられた。各城では餓死者が続出し、9月29日に、ついに長島城の籠城者は退去を始めるが、信長側の一斉射撃に合って男女約1000人が殺害され、生存者は逆襲して信長側と死闘の末、北伊勢方面へ逃れた。残る中江・屋長島は四方より火をかけられて、男女約2万人が焼き殺された。しかし、長島城の最後の戦闘では、織田信広・秀成・信成・信次・信直・佐治信方など、多くの織田一門を討死させている。
一方、願証寺は長島城陥落の日に5世顕忍が討死し、2世実恵の妻が海に入水、3世証恵の弟証栄も死亡した他、4世証意に嫁いでいた武田勝頼妹菊姫も同日に死亡したという伝承がある。また、14歳だった顕忍は自刃して果てたとも伝わっている。しかし、顕忍の弟で2歳の顕恵は川から救出されて生き延び、願証寺家臣の手によって大坂本願寺へ送り届けられ、本願寺により正統と認められた。顕恵はのちに近江国日野に願證寺を興した。

### 再興
天正12年（1584年） - 天正13年（1585年）ごろ、織田信雄に許可され、尾張国清洲に願証寺が再建された。天正14年（1586年）の証如三十三回忌法要には、願証寺は7番目の席次で出座した。この清洲の願証寺は、後に清洲越しで名古屋に移転した。
慶長年間（1596年 - 1615年）には、7世准恵が伊勢国桑名に願証寺を復興し、長島と松阪に通寺を設け、名古屋願証寺も通寺とした。長島の通寺は、寛永11年（1634年）に旧願証寺の門徒らのために建てられ祐泉寺と号し、承応年間（1652年 - 1654年）には誓来寺と改称した。
正徳5年（1715年）桑名願証寺住持琢誓が真宗高田派に転派し、松阪の通寺（現・高田派松坂願証寺）もこれに倣ったが、名古屋と長島の二寺は浄土真宗本願寺派に残って、これ以後長島誓来寺は又木村誓来寺兼帯願証寺として存続した。この騒動により門徒が離散し、江戸幕府によって桑名願証寺と松阪・名古屋・長島の通寺は一旦没収されたが、享保2年（1716年）琢誓の追放後に藩主へと返還された。
名古屋願証寺は、享保3年（1718年）、西本願寺14世寂如のとき西本願寺の坊舎とされて名古屋御坊と称し、1876年（明治9年）に本願寺名古屋別院となった。同年、又木村誓来寺は誓来寺の寺号を捨てて願証寺を称したが、これが現在桑名市長島町又木にある願證寺である。なお、元の杉江の願証寺故地は、明治時代に行なわれた木曽三川分流工事によって、長良川の流路に水没している。
また、証栄が開基したともいう美濃国平尾真徳寺も、安永2年（1773年）に願證寺と改号し、平尾御坊と称されて現在に至っている（岐阜県不破郡垂井町所在）。

## 系譜
```
　　　　 
蓮淳

          ┃
　　　　 
実恵

          ┣━━━┓
　　　　 
証恵
　  
証栄

          ┃　　（後の
平尾御坊願證寺
）
　　　　 
証意

          ┃
　　　　 
顕忍
```